# Светлый Ключ (Вологодская область)
Светлый Ключ — село в Никольском районе Вологодской области.
Входит в состав Краснополянского сельского поселения, с точки зрения административно-территориального деления — в Краснополянский сельсовет.
Расстояние до районного центра Никольска по автодороге — 5 км.

## История
В 1966 г. указом президиума ВС РСФСР поселок Яншина Запань переименован в Светлый Ключ.

## Население
| 2010 |
| ---- |
| 88   |